# Impuesto de los 10 centavos

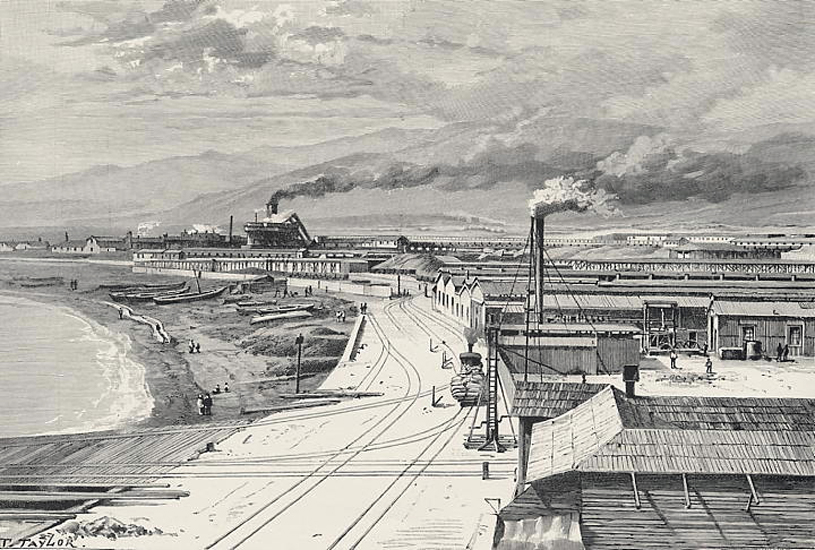
Puerto de Antofagasta en un grabado de 1876. La ciudad y puerto se habían convertido en pocos años en una pujante fuente de recursos económicos gracias al trabajo y las inversiones en la explotación del salitre.

El impuesto de los 10 centavos fue un arancel aprobado por la Asamblea Nacional de Bolivia el 14 de febrero de 1878 que se pretendió imponer a la empresa chilena Compañía de Salitres y Ferrocarriles de Antofagasta (CSFA) por un monto de 10 centavos por cada 100 kg de salitre exportado. La CSFA rehusó el pago porque tanto el Tratado de límites entre Bolivia y Chile de 1874 como la licencia de explotación otorgada por el gobierno boliviano el 27 de noviembre de 1873 le aseguraban la excepción de impuestos de exportación para la explotación del mineral. La compañía solicitó la representación del gobierno de Chile y a pedido de este el gobierno boliviano suspendió el cobro del impuesto mientras ambos gobiernos buscaron, infructuosamente, una solución al problema. En diciembre de 1878 el gobierno de Bolivia decidió cobrar el impuesto.
En febrero de 1879, el gobierno de Hilarión Daza rescindió las licencias otorgadas a la CSFA, embargó sus bienes y ordenó su remate público para el 14 de febrero de 1879. En la mañana de ese día fuerzas chilenas impidieron el remate con la ocupación chilena de Antofagasta.
El impuesto es considerado casi unánimemente como una flagrante violación al tratado de 1874.
Si bien el impuesto desencadenó los acontecimientos que llevaron a la Guerra del Pacífico, no fue su causa principal ni menos única.
(Existieron en 1875 y en 1878 dos impuestos decretados por la Junta Municipal de Antofagasta y que no deben ser confundidos con el de 10 centavos. El de 1875 fue de 3 centavos por quintal exportado y fue rechazado por el Consejo de Estado de Bolivia por contradicción con el Tratado de Límites de 1874. El de 1878, anterior al del 10 centavos, fue por el alumbrado público y había quedado suspendido tras el depósito de 200 (pesos) bolivianos.): 395 

## Salitre en el comercio internacional

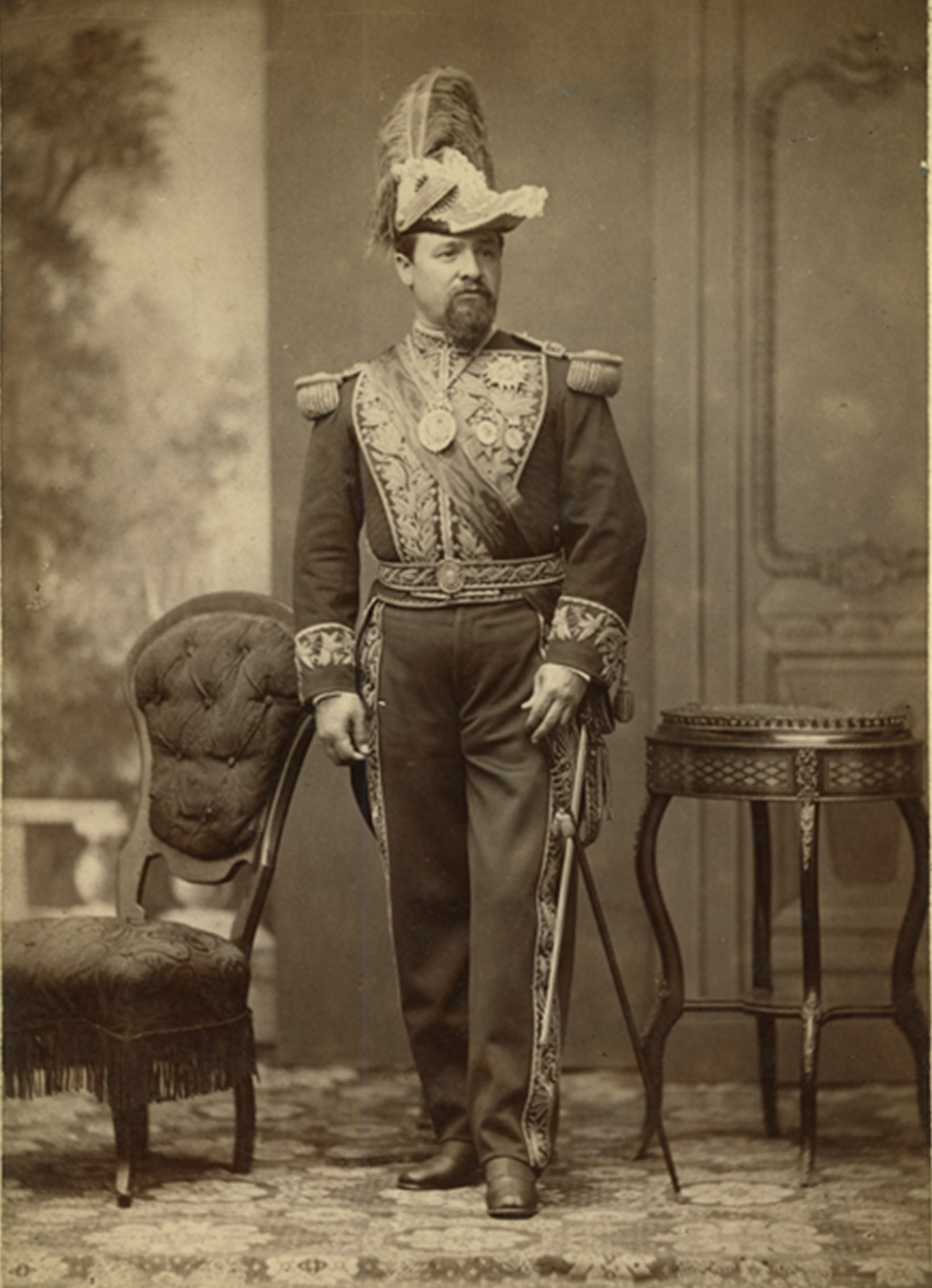
Hilarión Daza impulsó una atrevida política que es considerada como el detonante de la guerra del Pacífico.

A mediados del siglo XIX, la región de Antofagasta, del Litoral o el desierto de Atacama, lejos de los centros poblados de Bolivia, se encontraba casi inhabitada y no existían más que huellas y senderos hacia el altiplano boliviano. El viaje a pie o en cabalgadura desde la costa por el desierto, la cordillera y el altiplano hasta La Paz necesitaba 15 o 16 días. Los mayores centros poblados de Antofagasta eran los puertos de Cobija, Mejillones y el poblado San Pedro de Atacama. El gobierno boliviano tenía interés en desarrollar la región para no depender del puerto peruano de Arica en su comercio exterior, para obtener entradas a las arcas fiscales y también para asegurar la soberanía boliviana sobre esa región. Sin embargo, hasta entonces, sus esfuerzos no habían rendido frutos, pues la población y los empresarios bolivianos no se interesaban por ella. A pesar de los esfuerzos gubernamentales, ni Mejillones ni Cobija prosperaban.
A partir de mediados del siglo XIX, el salitre comenzó a reemplazar en el mercado internacional al guano, cuyos ingresos decaían a causa del agotamiento de los depósitos y de la menor cantidad de nitrógeno que contenían los embarques.
Bolivia entró en un gravísimo conflicto por una riqueza de la que, según palabras del historiador diplomático chileno Ramón Sotomayor Valdés, escritas pocos años antes, casi ningún boliviano se ocupaba: "Se habla del mineral de Caracoles como de un venero descubierto en la Siberia".

## Las licencias de explotación
La mayor parte del salitre transado en el comercio internacional se extraía de la región peruana de Tarapacá, pero el explorador chileno José Santos Ossa obtuvo en 1866 del gobierno boliviano una licencia que daba "la posesión y goce de los terrenos en que se descubriesen depósitos de salitre y boráx ... con la precisa condición de habilitar la caleta de la Chimba". Chimba era el nombre que se le daba al sector donde hoy se ubica el puerto de Antofagasta. Posteriormente descubrió salitre y fundó la "Sociedad exploradora del Desierto".

### Mariano Melgarejo
El 5 de septiembre de 1868, el gobierno de Mariano Melgarejo dio una licencia a la "Sociedad exploradora del Desierto" que se extendía a todo el desierto de Atacama y que decía:
Se concede a la Sociedad Exploradora del desierto de Atacama el privilegio exclusivo, por 15 años, para la explotación, elaboración y libre exportación del salitre existente en el desierto de Atacama: 105 
En 1867 se fundó oficialmente el puerto de la Chimba que Melgarejo renombró Antofagasta. En Valparaíso, se fundó el 19 de mayo de 1869 la "Compañía Melbourne y Clark", con capitales chilenos y una minoría inglesa de la "Casa Gibbs" que pasó a poseer las licencias de explotación de la antigua "Sociedad Exploradora".
Con la explotación chilena del salitre comenzó a crecer el nuevo puerto de Antofagasta. Un informe boliviano sobre Antofagasta en 1871 comentaba que:
La empresa de salitre tiene en ese puerto una buena casa para el gerente, 15 casas para empleados, 4 bodegas, 6 canchas con bastante capacidad y una más grande para el salitre desde donde sale un ferrocarril para el puerto. También tiene 60 carretas con 60 mulas y 50 bueyes. Su máquina puede destilar 5.000 galones de agua de mar al día, convirtiéndola en dulce. Posee un muelle especial para uso particular.: 108 

### Agustín Morales
El 15 de enero de 1871 Melgarejo fue depuesto y asumió el poder Agustín Morales. Las injustas leyes y desmedidas concesiones de Melgarejo habían provocado la ira popular, que obligó a los nuevos gobernantes anular los actos administrativos del odiado Melgarejo. El 8 de enero de 1872 Morales anuló también las licencias salitreras otorgadas por la administración anterior.
La "Compañía Melbourne y Clark", que había hecho ingentes inversiones en la explotación del salitre, envió al abogado chileno Domingo Arteaga Alemparte a La Paz y allí logró obtener el 13 de abril de 1872 una nueva concesión para continuar la explotación, más reducida en lo que respecta al área y libre de impuestos de importación para los materiales necesarios en la construcción del ferrocarril:: 110 : 45 
Habiendo Melbourne y Clark y Compañía implantado en el desierto de Atacama una nueva industria que ha dado importancia a las riquezas ocultas, se le concede una superficie que teniendo por base el paralelo 24°S que es la línea divisoria entre Bolivia y Chile, forme un paralelogramo con una altura de 15 leguas a 5 kilómetros al norte y 25 de latitud sur, partiendo desde la orilla del mar. Se les concede privilegio exclusivo para explotar, elaborar y exportar salitres de esa superficie, por 15 años. Pueden construir todos los ferrocarriles que quieran en ese terreno.
Para explotar el salitre, la compañía debió aumentar su capital y en octubre de 1872 pasó a llamarse "Compañía de Salitres y Ferrocarriles de Antofagasta" (CSFA) para señalar su nuevo campo de negocios.
La ley del 22 de noviembre de 1872
Debido a los múltiples reclamos de las empresas en Bolivia dañadas por las licencias anuladas, la asamblea constituyente, en una ley del 22 de noviembre de 1872 permitió al gobierno renegociar las licencias anuladas:
Se autoriza al ejecutivo para transar sobre la indemnización y otros reclamos pendientes en la actualidad, para acordar con las partes interesadas la forma más conveniente en que habrán de llenarse las obligaciones respectivas; defiriéndose estos asuntos, solo en el caso de no avenimiento, a la decisión de la corte suprema, con cargo de dar cuenta a la próxima legislatura.
Esta ley, repetimos, permitió al gobierno y a la CSFA negociar una nueva licencia tras la anulación de la que había concedido el depuesto Melgarejo. Sin embargo, algunos juristas argumentaron que todos los acuerdos conseguidos con la ley debían ser aprobados por la asamblea constituyente.

### Adolfo Ballivián
Adolfo Ballivián asumió la presidencia de Bolivia el 9 de mayo de 1873.
Cuando la CSFA revisó en terreno los deslindes mencionados en su nueva licencia de explotación, pudo constatar que una parte de "Las Salinas" quedaba fuera. La compañía insistió ante el gobierno para conseguir una mejor licencia y por medio de su representante Belisario Peró, ofreció una participación del 10% de las ganancias al estado boliviano. El gobierno, que rechazó la oferta del 10% "por decoro", y finalmente ambas partes llegaron a un acuerdo:: 111 
1. Reducción del área de explotación en el Salar del Carmen
2. Concesión de 50 estacas adicionales en Las Salinas, fuera del paralelogramo definido por la concesión del 13 de abril de 1872
3. Pago de una patente anual de 40 bolivianos por cada una de las nuevas estacas
4. Derecho de la compañía a construir un ferrocarril desde Antofagasta hasta Las Salinas
5. Derecho de la compañía a explotar los depósitos del Salar del Carmen y Las Salinas por 15 años desde el 1 de enero de 1874, exportar por el puerto de Antofagasta libre de cualquier gravámen

El gobierno de Ballivián emitió el decreto que concedía la nueva licencia a la CFSA el 27 de noviembre de 1873, en los siguientes términos:
Artículo único: Se aceptan por vía de transacción y en uso de la autorización que la ley de 22 de noviembre de 1872 confiere al poder ejecutivo, las bases contenidas en la anterior proposición. Adolfo Ballivián, Mariano Baptista, Daniel Calvo, Mariano Ballivián, Pantaleón Dalence.: 112–113 
La transacción fue escriturada en la ciudad de Sucre y puede ser vista en la Recopilación de Documentos de la Guerra del Pacífico de Pascual Ahumada Moreno, en las páginas 9 al 11.
Esta transacción era, según la compañía, válida desde el momento en que se promulgó el decreto presidencial (27 de noviembre de 1873), y conforme a eso continuó su producción en Antofagasta.

## Tratado de Límites de 1874
Debido a la insatisfacción con el tratado de 1866, Bolivia y Chile firmaron el 6 de agosto de 1874 un nuevo tratado de límites. El acuerdo era meridianamente claro en lo que respecta a impuestos:
Artículo IV
Los derechos de exportación que se impongan sobre los minerales exportados en la zona de terreno de que hablan los artículos precedentes, no excederán la cuota de la que actualmente se cobra, y las personas, industrias y capitales chilenos no quedarán sujetos a más contribuciones de cualquiera clase que sean que las que al presente existen.
La estipulación contenida en este artículo durará por el término de veinticinco años.
De esta manera la CSFA quedaba doblemente asegurada de que no se aumentarían ni crearían nuevos impuestos sobre su trabajo en las salitreras de Antofagasta.

## Proyectos de un impuestos municipales
La junta municipal de Antofagasta decretó en mayo de 1875 un impuesto de 3 centavos por cada 100 kilos de salitre exportado, pero el Consejo de Estado de Bolivia, encabezado por Serapio Reyes Ortiz, posteriormente vicepresidente de Bolivia, rechazó el decreto como ilegal e improcedente basándose en que la resolución municipal estaba en contradicción con la transacción de noviembre de 1873 y el tratado límites de 1874.: 138–39 
En 1878, la Junta Municipal de Antofagasta intentó nuevamente cobrar un impuesto, esta vez para el alumbrado público. La compañía se negó, se arrestó a su gerente Jorge Hicks y a los celadores y se intentó embargar especies. Pero los trabajadores de las salitreras apoyaron la negativa de la empresa, se reunieron en la plaza de Antofagasta hasta que la junta municipal desistió del cobro. Posteriormente la compañía donó una cantitad de dinero para el alumbrado.: 145–46 

## Ley del impuesto de 10 centavos
El 20 de diciembre de 1877, el diputado Francisco Buitrago consideró nula la transacción de 1873 y propuso agregar un impuesto de 10 centavos a cambio de aceptar su legalidad.
El historiador boliviano Roberto Querejazu Calvo escribe sobre la ley que decretó el nuevo impuesto y su relación con la ley del 22 de noviembre de 1872:
Fue apoyándose en esta disposición [ley del 22 de noviembre de 1872] que don Belisario Peró [abogado de la CSFA] consiguió para la Compañía de Salitres y Ferrocarriles de Antofagasta la transacción del 27 de noviembre de 1873. Ahora bien, mientras la empresa consideraba que el arreglo obtenido por su agente tenía carácter definitivo, varios juristas de Bolivia sostenían que para tener validez le faltaba ratificación legislativa. La divergencia entre ambos puntos de vista radicaba en la frase "con cargo a dar cuenta a la próxima legislatura". Los abogados de la compañía sostenían que esta frase estaba subordinada a la anterior "solo en casos de no avenimiento". Para los juristas citados, en cambio, todos los convenios entre el estado y los particulares, que involucraban bienes de la nación, tenían que someterse obligatoriamente a la aprobación camaral. A su juicio, también el fallo del Consejo de Estado [ver más adelante] en sentido de ser improcedente para la compañía un impuesto municipal de 3 centavos, había sido erróneo.: 141 
El 14 de febrero de 1878 la Asamblea Nacional aprobó una ley que exigía el pago de un nuevo impuesto a la CSFA. Su texto era el siguiente:
Artículo único:
Se aprueba la transacción celebrada por el ejecutivo el 27 de noviembre de 1873 con el apoderado de la Compañía de Salitres y Ferrocarriles de Antofagasta, a condición de hacer efectivo como mínimo, un impuesto de 10 centavos en quintal de salitre exportado.: 142 
Buitrago calculó que si se exportaban 1.000 quintales (a 100 kg) por día, se obtendrían 36.500 Bolivianos al año. y si se suprimía la regalía de las importaciones libres significaba unos 25.000 a 30.000 bolivianos adicionales. El diputado Abdón Senen Ondarza presentó el proyecto de los diez centavos, como mínimo, que fue aprobado tras varias semanas. Finalmente, en febrero de 1879 se pretedió cobrar 90,848 bolivianos y 13 centavos.: 116 
Según John Hicks, gerente de la CSFA, se excluyó a las licencias salitreras que Perú había comprado en el Toco y que se ampliaría estas hasta Las Salinas, tras quitárselas a la CSFA.: 143–144 

## Búsqueda de una solución y contexto internacional
El empresario boliviano Aniceto Arce, copropietario de las minas de Huanchaca en Oruro y conocedor de Chile, estaba interesado en una línea férrea que uniría no solo las explotaciones mineras bolivianas del altiplano sino también La Paz con los puertos del Pacífico. De esa manera se anularía la dependencia boliviana de los puertos y los impuestos peruanos. Arce, quien sería posteriormente presidente de Bolivia, viajó a Santiago en busca de apoyo financiero y técnico para la concreción de sus proyecto. Sin embargo, sus esfuerzos no tuvieron éxito.
A fines de 1878, se acordó entre Bolivia y Perú el Tratado de comercio y aduanas: 234  y el gobierno de Bolivia perdió interés en el ferrocarril a Antofagasta.: 152–153 
Por su parte, Argentina y Chile firmaron el 6 de diciembre de 1878 el tratado de Fierro-Sarratea que aunque no definía límites, por lo menos aseguraba a ambas partes el statu quo por un año y prorrogable. Para Chile significó que podía orientar sus esfuerzos diplomáticos y militares a resolver los conflictos con Bolivia.

### El interés de Perú por las salitreras

Ubicación de los depósitos de salitre en Bolivia, Chile y Perú.

Los ingresos provenientes de la exportación del guano, que en las décadas anteriores había sido el sostén de la bonanza económica peruana, comenzaron a caer en la década de 1870. Consciente de ello, el gobierno de Manuel Pardo y Lavalle creó por ley en 1873 un estanco del salitre, por el cual las empresas productoras debían regular su producción y los precios de acuerdo a las políticas del gobierno con el fin de evitar que el guano y el salitre, peruanos, compitieran. En 1875 el mismo gobierno decidió estatizar todas las empresas salitreras y de esa manera controlar el precio del salitre.
Sin embargo, las salitreras operadas por la CSFA en Bolivia impedían al Perú controlar el precio internacional del nitrato,: 175  por lo cual el gobierno peruano trató de hacer valer su influencia sobre Bolivia para impedir esa competencia. Por medio de un testaferro, Henry Meiggs, Perú compró las licencias bolivianas de explotación de los recién descubiertos depósitos de "Toco", al sur del río Loa,: 175  impidió la firma del acuerdo Corral-Lindsay y quiso impedir la firma del tratado de límites de 1874 (que eximía de impuestos a las compañías chilenas del salitre) e imponer una mediación de Perú y Argentina para definir las fronteras de Chile. En 1878, la casa Gibbs, socio británico de la CSFA, que era también encargado de vender el salitre peruano en Europa, presionó a la gerencia de la CSFA para que limitara su producción y advirtió a la gerencia que tendrían dificultades administrativas en Bolivia por encargo de un gobierno "limítrofe" (the interest of a neighbouring Government) si no reducían sus expectativas.: 69  En el cenit de la crisis, el 14 de febrero de 1879, se esperaba que el cónsul peruano en Antofagasta sería el mayor postor en el remate de la CSFA.: 211 

## Daza decide cobrar el impuesto
El 17 de diciembre, el gobierno de Daza decidió hacer efectivo el cobro del nuevo impuesto.: 154  La respuesta del gobierno chileno fue enviada por el ministro de Relaciones Exteriores Alejandro Fierro a su agente en La Paz, Pedro Nolasco Videla, en una carta fechada el 3 de enero de 1879 en la que señala la necesidad de negociaciones entre Bolivia y Chile o el arbitraje por parte de una nación amiga, en ambos casos sobre la base de la suspensión del cobro del impuesto. A la vez exigió una respuesta terminante y categórica en un término breve y perentorio y advirtió que el cobro del impuesto significaría el rompimiento del tratado de límites y que renacerían para Chile los derechos sustentados antes de su firma. En caso de no obtener una respuesta satisfactoria de Bolivia, le ordena retirar su pasaporte y abandonar la legación.
Bolivia no respondió a las peticiones chilenas sino hasta el 12 de febrero.: 183  Según Gonzalo Bulnes, a fines de diciembre se cruzaron notas diplomáticas bolivianas (26 de diciembre) y chilenas (3 de enero) en que se proponían mutuamente someter el caso al arbitraje como estaba previsto en un tratado complementario firmado en 1875, pero las dificultades de comunicación (La Paz no estaba conectada a la red telegráfica) impidieron la negociación oportuna.: 115  El dictador boliviano H. Daza destituyó a su ministro de Relaciones Exteriores Mario Lanza por esa oferta, ya que Daza quería anular las exenciones de impuestos de cualquier manera y confiaba que Chile cedería sus derechos para evitar enfrentar a Perú, unido a Bolivia por el secreto Tratado de Alianza Defensiva.: 168 
El 7 de enero la fragata blindada chilena Blanco Encalada ancló frente a Antofagasta.: 157 
El 6 de enero de 1879 el prefecto de Antofagasta Severino Zapata notificó a la CSFA y le exigió el pago de 90.848 bolivianos y 13 centavos por concepto de impuestos adeudados desde la fecha de promulgación de la ley. El gerente de la CSFA, Jorge Hicks, huyó hacia el interior, y Zapata expidió una orden de detención en su contra, además de instruir al deligenciero de hacienda José Félix Valda proceder al embargo de los bienes de la compañía, que lo hizo el 11 de enero: un terreno, nueve casas edificadas y dos grandes depósitos de salitre elaborado fueron confiscados por el gobierno de Bolivia.: 160 
La CSFA paralizó sus trabajos y 2400 empleados y obreros quedaron desocupados.: 116 

## La rescisión de la licencia, embargo y planes para el remate
Frente a la negación de la CSFA a pagar el impuesto, el gobierno de Daza cambió de estrategia y anuló las licencias concedidas aduciendo que al rechazar la compañía la ley del impuesto, rechazaba también las licencias. El hecho es que el 1 de febrero de 1879 el Hilarión Daza y cuatro de sus ministros (Martín Lanza, Serapio Reyes Ortiz, Manuel Otón Jofré y Eulogio Dorio Medina) decretaron la anulación de la licencia otorgada a la CSFA el 27 de noviembre de 1873 y la suspensión de los efectos de la ley del nuevo impuesto.: 166–167  Según ellos, se terminaba el pleito con Chile y cualquier queja de la compañía debía ser presentada a los tribunales comunes bolivianos. En caso de que Chile pretendiese oponerse a la pérdida de sus derechos, Daza pensaba llamar al Casus foederis del tratado secreto que unía a Perú y Bolivia. La anulación de las licencias fue comunicada el 6 de febrero al representante chileno en La Paz.: 119 
Un detalle de los sucesos es que en Lima y Santiago se sabía desde el 11 de febrero que las licencias habían sido anuladas, pero por las demoras en las comunicaciones bolivianas, el prefecto de Antofagasta el 14 de febrero aún trataba de cobrar el impuesto de los 10 centavos, que La Paz había anulado el 6 de febrero.: 120–121 
El 12 de febrero el representante chileno en La Paz exigió sus pasaportes y entregó al gobierno boliviano una nota en que anunciaba y explicaba la doctrina jurídica chilena:
Roto el Tratado del 6 de agosto de 1874 porque Bolivia no ha dado cumplimiento a las obligaciones en él estipuladas, renacen para Chile los derechos que lejítimamente hacía valer antes del tratado de 1866 sobre el territorio a que ese tratado se refiere.
En consecuencia el Gobierno de Chile ejercerá todos aquellos actos que estime necesarios para la defensa de sus derechos i el Excelentísimo Gobierno de Bolivia no debe ver en ellos sino el resultado lójico del rompimiento que ha provocado i de su negativa reiterada para buscar una solución justa e igualmente honrosa para ámbos países.: 121–122 
El 14 de febrero fuerzas chilenas ocuparon Antofagasta entre aplausos de la población mayoritariamente chilena.

## Análisis y consecuencias
La consecuencia directa del impuesto fue el quiebre del tratado límites de 1874 y con ello provocó la ocupación chilena de Antofagasta.

### Legalidad internacional del impuesto
Los historiadores fuera de Bolivia consideran el impuesto como una clara violación del tratado de 1874;
Jorge Basadre escribe: El gobierno Daza violó la convención de 1873 y el tratado de 1874 al crear el impuesto de los 10 centavos.
El historiador estadounidense William Sater comenta: The company reacted predictably: citing the 1874 treaty, which explicitly prohibited the Bolivian government from taxing Chilean companies exploiting the Atacama Desert, the miners demanded that Daza rescind the impost
En The Cambridge History of Latin America compilada por Leslie Bethell afirma que: the additional export tax of ten centavos per quintal suddenly imposed by the bolivians in 1878 was clearly a breach of faith.
El historiador peruano Hugo Pereira, considera que: La crisis definitiva se inició el 14 de febrero de 1878, cuando el dictador boliviano Hilarión Daza, agobiado por la crisis internacional, decidió poner un impuesto de diez centavos a cada quintal del salitre exportado desde Atacama, en clara violación del tratado de 1874.
Diego Barros Arana sostiene que En el [decreto de rescionsión] el gobierno de Bolivia de desentendía por completo del tratado que lo ligaba a Chile.: 57 
El gobierno de Bolivia en el Libro Azul de Bolivia señala que la CSFA, radicada en Valparaíso y con mayoría de capitales chilenos, no era una compañía chilena sino inglesa. Una afirmación de notoria falsedad [que] no puede ser atribuida a la ignorancia consideran Matías Fontecilla Millán y Carlos Andrés Romero Aguilera en El libro azul: la demanda marítima boiviana. Análisis crítico

### Objetivos del impuesto
El Ministro Plenipotenciario del Perú en Bolivia, José Luis Quiñones, el 5 de febrero de 1879 informó a su gobierno sobre las intenciones bolivianas comunicadas en una reunión con el ministro boliviano de Relaciones Exteriores, Martín Lanza, de la siguiente manera:
Y en conclusión me dijo que el deseo del gobierno boliviano era preferir en la explotación de sus salitres del litoral a su hermana y aliada, la República del Perú, con el objeto de evitarle competencia en la explotación de las que tiene.: 170–171 
Según Gonzalo Bulnes, el impuesto fue parte de un plan para reducir geográficamente a Chile mediante el arbitraje obligado de sus fronteras por Argentina, Bolivia y Perú. Refiriéndose al tratado secreto de 1873, Bulnes afirma: "La síntesis del tratado secreto es: oportunidad: la condición desarmada de Chile; el pretexto para producir el conflicto: Bolivia; la ganancia del negocio: Patagonia y el salitre;": 63 
Para Basadre el plan de Daza era validar el Uti possidetis iuris en Latinoamérica. Sin embargo Bolivia rechazaba ese principio en el caso del conflicto por Tarija con Argentina. Tras la independencia, Tarija se había separado de Argentina, a la que había pertenecido durante la colonia y unido a Bolivia. Más adelante, Basadre agrega que Daza buscaba "la "bolivarización" del litoral y no su peruanización. Es sumamente probable y casi seguro que la estatización de las salitreras peruanas de Tarapacá por Manuel Pardo hubiese influido sobre él." Basadre atestigua al dictador boliviano "la creación de un régimen totalmente nuevo en la explotación de las salitreras del litoral boliviano".